# Philibert de Lavigne
Philibert de Lavigne (* um 1700; † um 1760) war ein französischer Komponist der Barockzeit.
Über sein Leben ist wenig bekannt, selbst Geburts- und Todesjahr können nur ungefähr angegeben werden. Philibert de Lavigne soll um 1730 als Maître de Musique beim Comte d’Ayen gearbeitet und in Paris gelebt haben. Später ist er möglicherweise am Hofe Ludwigs XV. tätig gewesen.

## Werke
Erhalten sind nur Op. 1, 2 und 4:
Op.1 (gedruckt 1731 in Paris): Sammlung von sechs Suiten.
Op.2: Sammlung von sechs Sonaten (1739/40 in Paris)
- 1. La Baussan (C Dur)
- 2. La d’Agut (C Moll)
- 3. La Dubois (C Dur)
- 4. La Beaumont (C Dur)
- 5. La Persan (G Dur)
- 6. La Simianne (G Dur)

Op.4: Sammlung von 24 Stücken: „Les Fleurs“ Pieces pour Musettes ou Vielles avec accompagnement de Violon ou de Flûte, Dédiées à Madame la Duchesse de Biron (Digitalisat)

### Ausgaben
- Edition Peters Nr. 9663: Lavigne, Sechs Sonaten für Altblockflöte (Querflöte, Oboe, Violine) und Basso Continuo (hg. von Willi Hillemann)